# كريم أباد نورعلي (دلفان)
كريم أباد نورعلي (بالفارسية: کریم‌آباد نورعلی) هي قرية تقع في قسم نورعلي الريفي بمقاطعة دلفان في إيران. يقدر عدد سكانها بـ 92 نسمة بحسب إحصاء 2016.